# Conservation Cotton Initiative
Le Conservation Cotton Initiative (CCI) est un programme établi conjointement par Edun et la Wildlife Conservation Society (WCS) pour aider les producteurs de coton locaux à bâtir des communautés durables en promouvant la biodiversité, l'éducation et les soins de santé tout en offrant un marché équitable pour leur coton. CCI s'est associée à Invisible Children (IC) pour créer CCI Uganda à Gulu, un district du nord de l'Ouganda qui se remet d'une violente guerre civile qui a duré plus de 20 ans. Près de deux millions de personnes ont été déplacées, contraintes de vivre dans des camps de déplacés internes et souffrent de maladies, de pauvreté et de famine. Gulu est un domaine où l'agriculture prospérait autrefois, en particulier la culture du coton. En adhérant au programme CCI, les agriculteurs ont la possibilité de retourner sur leurs terres et reçoivent le financement et les outils nécessaires pour se remettre sur pied en cultivant du coton. CCI cultive notamment du coton pour la gamme de tee-shirts blancs Edun Live, lancée en 2007, entièrement produits en Afrique.